# Бобровњик
Бобровњик (слч. Bobrovník) насељено је мјесто са административним статусом сеоске општине (слч. obec) у округу Липтовски Микулаш, у Жилинском крају, Словачка Република.

## Становништво
| Година:    | 1994. | 2004.   | 2014.    | 2024.   |
| ---------- | ----- | ------- | -------- | ------- |
| Број људи: | 158   | 143     | 126      | 123     |
| Разлика:   |       | -9,49 % | -11,88 % | -2,38 % |

| Година:    | 2023. | 2024.   |
| ---------- | ----- | ------- |
| Број људи: | 124   | 123     |
| Разлика:   |       | -0,80 % |

Према подацима о броју становника из 2011. године насеље је имало 131 становника.